# Produktivitätsparadoxon
Als Produktivitätsparadoxon der Informationstechnologie wird die Hypothese bezeichnet, dass (insbesondere im Dienstleistungssektor) kein positiver Zusammenhang zwischen Investitionen in die Informations- und Kommunikationstechnologie (IuK) und der Produktivität auf volkswirtschaftlicher oder unternehmerischer Ebene zu bestehen scheint. Zugespitzt formulierte es der Nobelpreisträger Robert Solow: „Computer finden sich überall – außer in den Produktivitätsstatistiken.“
Erklärungsansätze hierfür sind neben Fehlern in der Messmethodik u. a.:
1. Verzögerung zwischen IT-Einsatz und Wirkung (Nutzer müssen erst mit dem neuen System umgehen lernen)
2. Managementfehler und unzureichende Nutzung der Potentiale beim Einsatz der Technologie
3. Gewinndistribution zwischen Unternehmen und Unternehmensteilen
4. Negative Auswirkungen des Informationszuwachses
5. Negative Auswirkungen durch den Aufwand der mit der Einführung der Technologie erforderlichen Reorganisation der Arbeitsabläufe
6. Weiterentwicklung von Software mit vergleichsweise geringem Effektivitätszuwachs bei stark steigenden Hardwareanforderungen und hohem Anpassungsaufwand.

Moderne Studien (McKinsey 2001, Farrell 2003) weisen auf branchenspezifische Unterschiede bei der Rentabilitätssteigerung hin. So konnten in der Computer- und Halbleiterfertigung, der Telekommunikation, dem Groß- und Einzelhandel und dem Wertschriftenhandel durch den Einsatz von Informationstechnik sehr wohl signifikante Rentabilitätssteigerungen erreicht werden. Des Weiteren scheinen Faktoren außerhalb des IT-Kernbereichs eine wichtige Rolle zu spielen, was den erfolgreichen Einsatz von Informationstechnik angeht. Insbesondere ist eine kontinuierliche Abstimmung der IT auf die Geschäftsprozesse, Strukturen und Praktiken notwendig, um eine wirkliche Rentabilitätssteigerung zu erreichen.

## Kritik
Aus Sicht der (soziologischen) Wissenschafts- und Technikstudien ist das Produktivitätsparadoxon gar kein Paradoxon. Es ist ein Artefakt der Wirtschaftswissenschaft (was v. a. von Unternehmensberatungen diskutiert wird, wie die obigen Verweise zeigen). Darauf hat etwa die Wissensanthropologin Susan Leigh Star aufmerksam gemacht: 
„Wenn man Arbeit, Praxis und Mitgliedschaft [in unterschiedlichen sozialen Welten] in Technikanalysen und soziotechnischen Netzwerken nicht repräsentiert, dann wird die unsichtbare Arbeit, die für die Stabilität vieler dieser Netzwerke sorgt, nicht berücksichtigt. Dies erscheint als vermeintlicher Produktivitätsrückgang.“
Das Produktivitätsparadoxon ist demnach die Folge eines verengten Wirtschaftsbegriffs; man sieht es nur, wenn wirtschaftliche Infrastrukturen und unsichtbare Arbeit ausgeblendet werden. Noch etwas zugespitzter formuliert: Man sieht das Paradoxon nur aus der Perspektive eines Managers (im Lehnstuhl). Im Anschluss an diese Diagnose wird die Frage diskutiert, wie über die Rahmung und Definition des Problems Ungleichheit reproduziert wird (oder eher, um die Metapher der Infrastruktur zu nutzen: wie ungleiche Bewertungen standardisiert werden).